# Jan Zakopal
Jan Zakopal (* 22. října 1977 Zlín) je bývalý český fotbalista hrající na pozici obránce a mistr 1. české fotbalové ligy 1996/97 s týmem AC Sparta Praha. Jeho otec Oldřich Zakopal byl ligovým fotbalistou Zlína a Slávie. V letech 2006–2014 byl ženatý s tenistkou Klárou Koukalovou.

## Fotbalová kariéra
S fotbalem začínal v deseti letech ve Zlíně, předtím žil s rodiči na Kubě, jako dorostenec přišel do Sparty. Do základní sestavy se neprosadil, střídal různá hostování. Působil v Chrudimi a Poštorné, od roku 1998 ve Viktorii Žižkov. V roce 2001 hrál za SK Dynamo České Budějovice. Od léta 2001 strávil sedm sezón v Plzni. V lednu 2008 nečekaně ukončil aktivní kariéru. V lize odehrál 143 utkání a dal 3 góly. Se Spartou získal v sezóně 1996/1997 ligový titul. Do historie se zapsal i jako hráč, který vážně poznamenal kariéru Milana Pacandy, když mu skluzem způsobil vážné zranění kolena.

## Ligová bilance
| Ročník                          | Zápasy | Góly | Klub                       |
| ------------------------------- | ------ | ---- | -------------------------- |
| 1. česká fotbalová liga 1995/96 | 1      | 0    | Sparta Praha               |
| 1. česká fotbalová liga 1996/97 | 1      | 0    | Sparta Praha               |
| Gambrinus liga 1997/98          | 1      | 0    | Sparta Praha               |
| Gambrinus liga 1998/99          | 25     | 0    | Viktoria Žižkov            |
| Gambrinus liga 1999/00          | 23     | 0    | Viktoria Žižkov            |
| Gambrinus liga 2000/01          | 10     | 0    | Viktoria Žižkov            |
| Gambrinus liga 2000/01          | 3      | 0    | SK Dynamo České Budějovice |
| 2. česká fotbalová liga 2001/02 | 29     | 0    | FC Viktoria Plzeň          |
| 2. česká fotbalová liga 2002/03 | 26     | 1    | FC Viktoria Plzeň          |
| Gambrinus liga 2003/04          | 20     | 0    | FC Viktoria Plzeň          |
| 2. česká fotbalová liga 2004/05 | 28     | 1    | FC Viktoria Plzeň          |
| Gambrinus liga 2005/06          | 29     | 3    | FC Viktoria Plzeň          |
| Gambrinus liga 2006/07          | 22     | 0    | FC Viktoria Plzeň          |
| Gambrinus liga 2007/08          | 8      | 0    | FC Viktoria Plzeň          |
| CELKEM                          | -      | 0    |                            |